# 小兜肥蛛
小兜肥蛛（学名：Larinia microhooda）为园蛛科肥蛛属的动物。在中国大陆，分布于湖南等地。该物种的模式产地在湖南华容新建农场。